# Języki malajsko-polinezyjskie centralne
Języki malajsko-polinezyjskie centralne – postulowana gałąź w ramach grupy języków malajsko-polinezyjskich, należącej do wielkiej rodziny austronezyjskiej . Obszar zamieszkany przez ludy posługujące się tymi językami obejmuje tereny należące do dwóch państw: Indonezji i Timoru Wschodniego. Dokładniej, na obszar ten składają się Małe Wyspy Sundajskie oraz centralne i południowe Moluki.
Dane lingwistyczne ujawniają, że grupa centralna języków malajsko-polinezyjskich stanowi kompleks języków dzielących szereg innowacji (fonologicznych, leksykalnych i morfosyntaktycznych), które nie są jednak właściwe dla wszystkich reprezentantów gałęzi.

## Podział wewnętrzny
Istnieją różne propozycje klasyfikacji tej rodziny. Według serwisu Glottolog (4.2, 2020) podział wewnętrzny grupy przedstawia się w następujący sposób:
- język bima
- języki flores-sumba-hawu(inne języki)
- języki flores-lembata(inne języki)
- języki południowotanimbarskie(inne języki)
- języki kei-tanimbar
- języki aru
- języki centralnomolukańskie
- języki timorskie (A, B)
- języki babar
- język kowiai.

W nowszej klasyfikacji Glottolog (4.4, 2021) grupy flores-lembata, flores-sumba-hawu wraz z językiem bima włączono do wspólnej grupy języków bima-lembata.
Glottolog (4.6, 2022) łączy języki babar z timorskimi. Tam też umieszczono dwa języki południowotanimbarskie (seluwasan i selaru). Redaktorzy bazy danych Ethnologue (wyd. 23) wyróżniają dodatkową grupę babar, poza gałęzią timor-babar.